# Дисидент
Дисидент (лат. dissidentis од лат. dissidere што значи видети одвојено, по страни) јесте отпадник, одметник, онај који се издваја у мишљењу од владајуће већине. Дисидент је противник државно-политичког система своје земље, онај који одбаци своју веру или напусти своју политичку партију.
Дисидентско деловање постало је посебно интересантно и значајно у 20. веку појавом тоталитарних режима: комунизма, фашизма, нацизма. У тим системима поједини интелектуалци успевали су да нађу снаге и храбрости да тоталитарним режимима супротставе своје идеје и искажу их кроз најчешће уметност или директним обраћањем у јавности, колико је то уопште дисидентима било могуће. Својим деловањем у књижевности, сликарству, филмској, позоришној уметности и другим начинима јавног деловања они су обично критиковали тоталитарни режим и указивали на пут враћања у слободно друштво.
Често се дешавало да режим прогања своје дисиденте користећи различите облике репресије, а неретко је прибегавао и ликвидацији. На овај начин режим би ширио страх међу становништвом и смањивао број оних који би пружили евентуални организовани отпор.
Пошто је дисидентско деловање често једини могући облик политичког деловања у тоталитарним системима, јер је у њима најчешће забрањено свако политичко организовање осим режимског или под окриљем режима, диктатори су често прибегавали фабриковању лажних дисидената, како би с једне стране унели раздор међу дисидентима, а с друге стране себе представили толерантним.